# Região Geográfica Imediata de Sete Lagoas
A Região Geográfica Imediata de Sete Lagoas é uma das 70 regiões imediatas do estado brasileiro de Minas Gerais, uma das cinco regiões imediatas que compõem a Região Geográfica Intermediária de Belo Horizonte. Criada em 2017 pelo Instituto Brasileiro de Geografia e Estatística (IBGE), é composta por 19 municípios, sendo o município de Sete Lagoas o mais populoso com uma população estimada de 243 950 habitantes.

## Municípios
| Município                | População (est. 2021) | Área          | Fonte  |
| ------------------------ | --------------------- | ------------- | ------ |
| Araçaí                   | 2 360                 | 187,538 km²   | [ 3 ]  |
| Baldim                   | 7 780                 | 556,266 km²   | [ 4 ]  |
| Cachoeira da Prata       | 3 580                 | 61,381 km²    | [ 5 ]  |
| Caetanópolis             | 11 869                | 156,039 km²   | [ 6 ]  |
| Capim Branco             | 9 896                 | 95,333 km²    | [ 7 ]  |
| Conceição do Mato Dentro | 17 438                | 1 720,040 km² | [ 8 ]  |
| Congonhas do Norte       | 5 047                 | 405,671 km²   | [ 9 ]  |
| Cordisburgo              | 8 903                 | 823,654 km²   | [ 10 ] |
| Fortuna de Minas         | 2 986                 | 198,709 km²   | [ 11 ] |
| Funilândia               | 4 434                 | 199,797 km²   | [ 12 ] |
| Inhaúma                  | 6 352                 | 244,996 km²   | [ 13 ] |
| Jequitibá                | 5 203                 | 445,030 km²   | [ 14 ] |
| Matozinhos               | 38 469                | 252,453 km²   | [ 15 ] |
| Morro do Pilar           | 3 126                 | 477,548 km²   | [ 16 ] |
| Paraopeba                | 24 854                | 625,623 km²   | [ 17 ] |
| Prudente de Morais       | 10 931                | 124,189 km²   | [ 18 ] |
| Santana de Pirapama      | 7 538                 | 1 255,832 km² | [ 19 ] |
| Santana do Riacho        | 4 334                 | 677,207 km²   | [ 20 ] |
| Sete Lagoas              | 243 950               | 536,928 km²   | [ 2 ]  |